# Oldenlandia mouretii
Oldenlandia mouretii är en måreväxtart som beskrevs av Charles-Joseph Marie Pitard. Oldenlandia mouretii ingår i släktet Oldenlandia och familjen måreväxter.
Artens utbredningsområde är Vietnam. Inga underarter finns listade i Catalogue of Life.